# TGM (sneltram)
De TGM (Tunis-Goulette-Marsa) is een 19 kilometer lange sneltramverbinding die de Tunesische hoofdstad Tunis via La Goulette verbindt met La Marsa.

## Geschiedenis

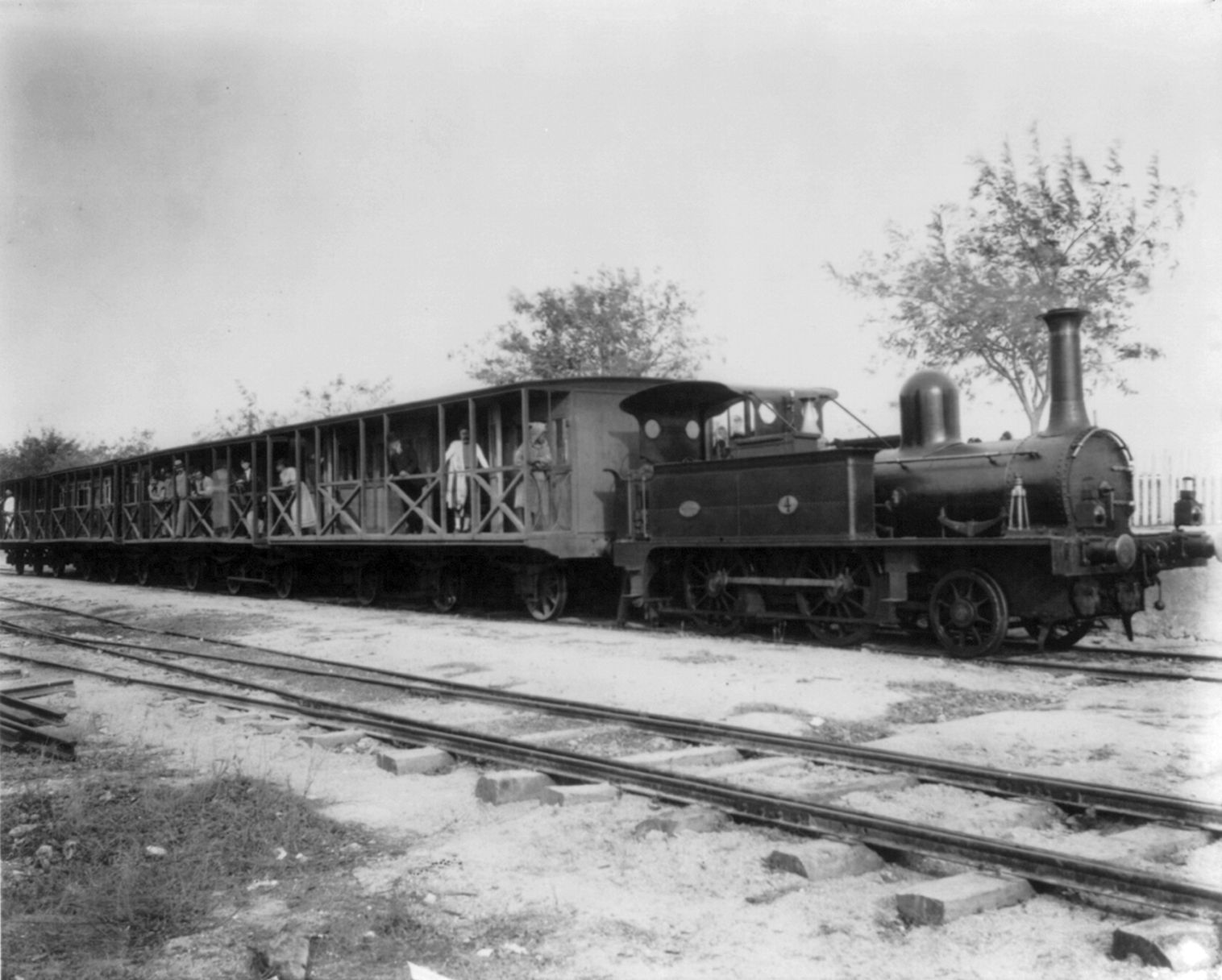
Stoomtrein in La Marsa

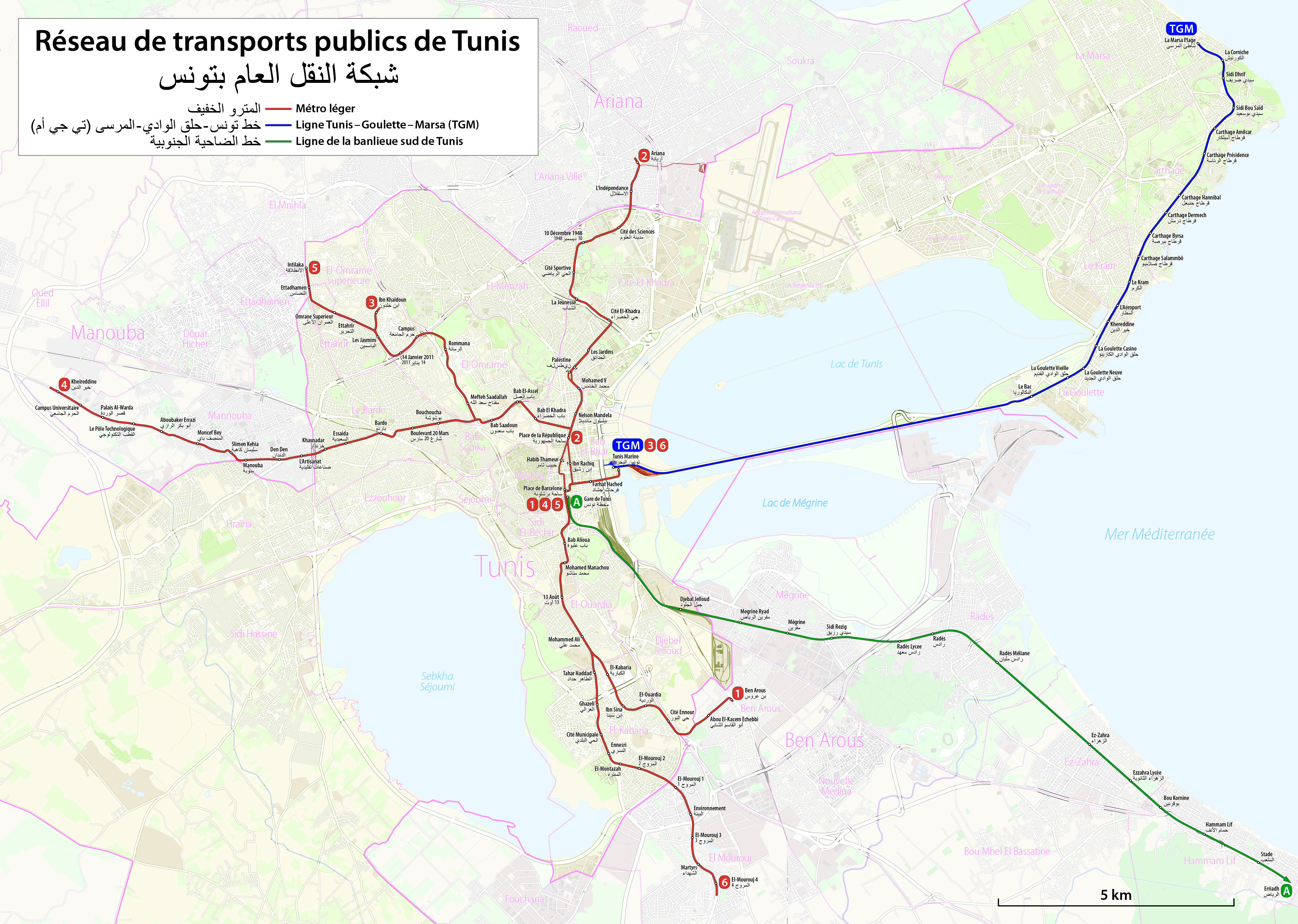
OV-kaart van Tunis met de TGM in het blauw

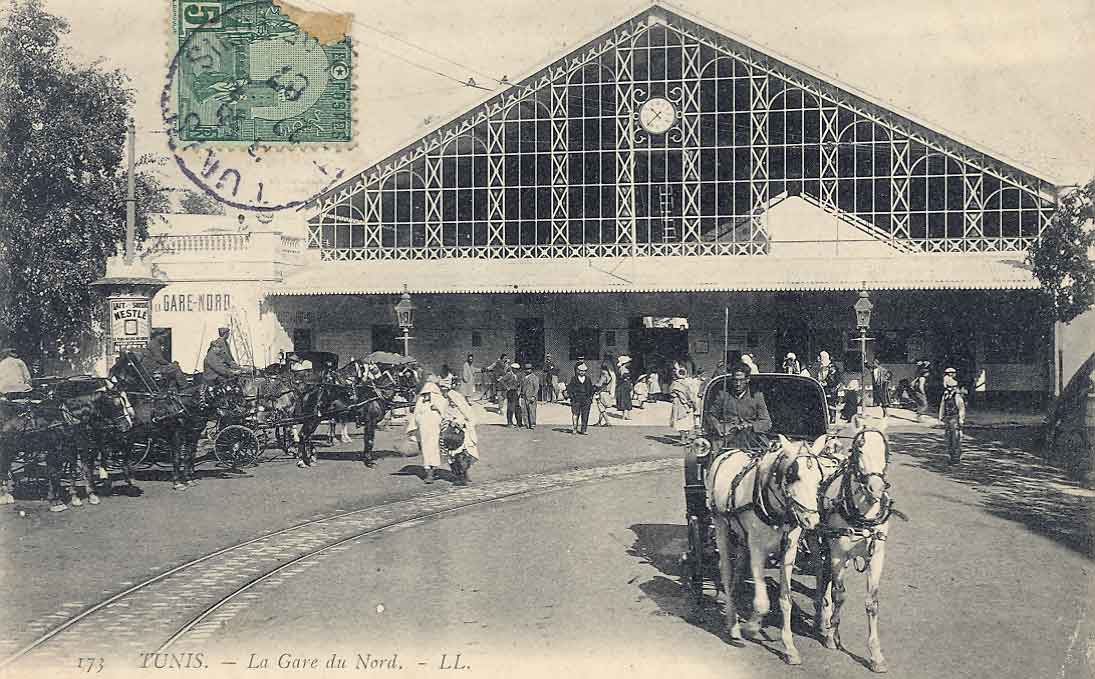
Station Tunis-Nord (1915)

De TGM werd in 1872 in gebruik genomen en is de oudste spoorverbinding van Tunesië. Het eerste 10 km lange traject verbond Tunis met La Goulette via de noordoever van het Meer van Tunis. Enkele jaren later werden de sporen tussen La Goulette en La Marsa (5 km) en tussen El Aouina - La Marsa (7 km) aangelegd.
Sinds 1905 staat de verbinding bekend als de TGM. In 1905 vond een reorganisatie van de lijnen plaats. Tunis werd direct verbonden met La Goulette over een dijk door het Meer van Tunis. De TGM had sindsdien twee lijnen: een zuidelijke lijn Tunis Casino - La Marsa Plage met een nieuwe route vlak langs kust via Carthago en Sidi Bou Said, en een noordelijke lijn Tunis Nord - La Marsa Plage. De verbindingen werden geëlektrificeerd tussen 1908 en 1910. 
In 1965 werd de noordelijke lijn buiten gebruik gesteld en ontmanteld. In 1975 werd het beginstation van de zuidelijke lijn verplaatst van Tunis Casino naar Tunis Marine. Sinds 2003 beheert de Société des transports de Tunis de TGM. De TGM maakt samen met de métro léger onderdeel uit van het openbaar vervoerssysteem van Tunis.

## Stations
- Tunis Marine
- Le Bac
- La Goulette
- La Goulette Neuve
- La Goulette Casino
- Khereddine
- L'Aéroport
- Le Kram
- Carthage Salammbô
- Carthage Byrsa
- Carthage Dermech
- Carthage Hannibal
- Carthage Présidence
- Carthage Amilcar
- Sidi Bou Said
- Sidi Dhrif
- La Corniche
- La Marsa Plage